# Pangandaran
Pangandaran este un oraș mic și un district din sudul regentei Ciamis, Java de Vest, Indonezia. Acesta este situat pe coasta de sud a insulei Java. Pangandaran este o destinație turistică populară, având o plajă, care este considerată a fi una dintre cele mai bune din Java și care oferă excelente condiții de surfing.
Un festival al zmeelor are loc pe plaja în luna iulie al fiecărui an. Localnicii foloseau seara în mod regulat zmee pentru a prinde lilieci, care sunt erau mâncate sau utilizate în remedii chinezești, dar de câțiva ani s-a interzis vânarea lor. Există o credință locala, cum ca portul oricărei haine verde în acest loc va mânia Loro Kidul, spiritul păzitor al Javei și zeița mării de sud, și va aduce ghinion.
Rezervația naturala Penanjung Pangandaran este în apropiere, pe o peninsulă legată de continent printr-un gât istm lard de aproximativ 200 de metri astfel ca putem vedea răsăritul pe plaja de est și apusul de pe plaja de vest atunci când soarele este deasupra emisferei sudice. Aproximativ optzeci la sută a rezervației naturale este de pădure tropicala secundara. Flora rezervației naturale include Rafflesia.
Un tsunami a lovit zona pe 17 iulie 2006, un cutremur submarin de 7,7 grade pe scara Richter a declanșat un val de trei metri, provocand daune extinse și ceteva sute de oameni au fost uciși, inclusiv un număr mic de turiști străini.